# Гвинтовое (Бурынский район)
Гвинтовое (укр. Гвинтове) — село,
Гвинтовский сельский совет,
Бурынский район,
Сумская область,
Украина.
Код КОАТУУ — 5920982401. Население по переписи 2001 года составляло 769 человек.
Является административным центром Гвинтовского сельского совета, в который, кроме того, входят сёла
Коновалово,
Нечаевка и
Шевченково.

## Географическое положение
Село Гвинтовое находится на берегу реки Езуч,
выше по течению на расстоянии в 2,5 км расположено село Анютино (Конотопский район),
ниже по течению на расстоянии в 1,5 км расположено село Нечаевка.
На расстоянии в 1 км расположено село Коновалово.
Около села большой массив ирригационных каналов.

## История
На околице села Гвинтовое обнаружено поселение бронзового, раннего железного века и развитого средневековья.
Село основано в первой половине XVIII века как деревня Винтовая, впоследствии именовалась сельцом Красен. В 1745 году здесь была построена Введенская церковь, после чего населённый пункт обрёл статус села.
В ХІХ столетии село было центром Гвинтовской волости Путивльского уезда Курской губернии. В Государственном архиве Курской области хранится дело №13556, датированное 1909 годом,  по прошению запасного рядового еврея Б.Ю. Стругацкого, проживавшего в Гвинтовом, о выдаче ему удостоверения на право выбора торговых документов[3].

## Экономика
- КСП «Нива».
- «Сад», фермерское хозяйство.

## Объекты социальной сферы
- Детский сад.
- Школа.
- Дом культуры.
- Больница.